# ميجيل امادو
ميجيل امادو (بالإسبانية: Miguel Amado)‏ (28 ديسمبر 1984 بريفيرا في الأوروغواي - ) هو لاعب كرة قدم أوروغواني في مركز الوسط. شارك مع منتخب الأوروغواي لكرة القدم. أما مع النوادي، فقد لعب مع أوليمبيا أسونسيون وبنيارول وديفينسور سبورتينغ.

## روابط خارجية
- ميجيل امادو على موقع قاعدة بيانات كرة القدم.إي يو (الإنجليزية)
- ميجيل امادو على موقع ناشيونال فوتبول تيمز (الإنجليزية)
- ميجيل امادو على موقع Soccerway.com (الإنجليزية)